# ملعب نويفا إسبانيا
ملعب نويفا إسبانيا (بالإنجليزية: Estadio Nueva España)‏ هو ملعب كرة قدم يقع في بوينس آيرس، الأرجنتين، يتسع لـ 32,500 متفرج.

## التاريخ
افتتح الملعب في 1981.